# ディッキンソン大学
ディッキンソン大学（ディッキンソンだいがく、Dickinson College、ディキンソン大学とも表記）は、アメリカ合衆国ペンシルベニア州カーライルにある私立リベラル・アーツ・カレッジ。1773年にグラマースクールとして創立し、1783年に正式な学位を授与する大学としての認定を受けた。アメリカ独立宣言署名者の1人であったベンジャミン・ラッシュが創立し、校名はアメリカ合衆国憲法署名者の1人で、私蔵書と土地を寄贈したジョン・ディッキンソンとその妻メアリー・ノリス・ディッキンソンを讃えてつけられた。
ディッキンソン大学は学部生のみ約2,300人の学生を抱え、リベラル・アーツ・カレッジの特徴とも言える少人数制教育を徹底して行っている。学生対教授の人数比は9:1、クラスサイズの平均は15人で、全講義の約3/4は20人以下の学生数で行われている。また、同学はヒドゥン・アイビーの1つにも数えられている。USニューズ&ワールド・レポート誌が毎年出している大学ランキングでは、全米のリベラル・アーツ・カレッジの中で50位以内に入る評価を受けている。
なお、ディッキンソン大学のキャンパスに隣接するディッキンソン法学校は、もともとは1834年にディッキンソン大学の法学部門として創設されたものであった。その後、1890年に同学のロー・スクールとなり、1917年に同学から分離独立した。2000年、ディッキンソン法学校はペンシルベニア州立大学と合併し、その傘下に入った。

## 沿革

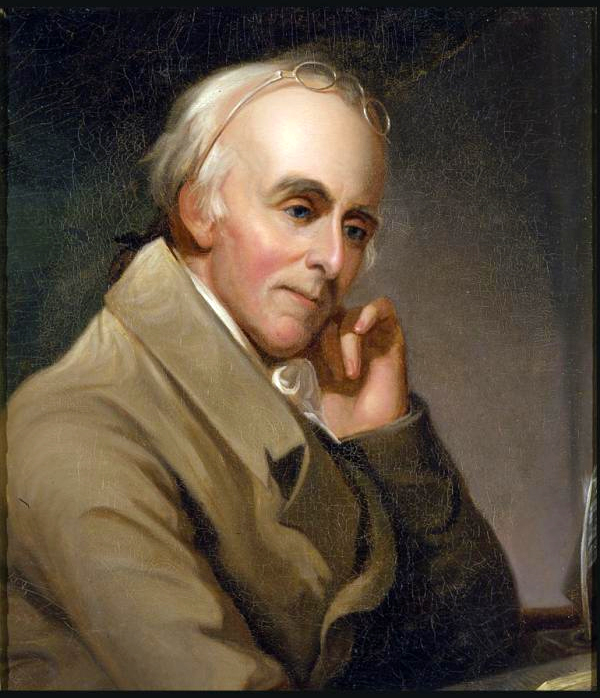
ベンジャミン・ラッシュ

ディッキンソン大学の起源は、ペンシルベニア植民地西部の若者を教育する辺境のラテン語学校として1773年に創立したカーライル・グラマースクールにある。やがて、ジェームズ・ウィルソンやジョン・モントゴメリーといった、同校卒業生の中でも傑出した者たちが、同校を大学へと発展させるよう働きかけるようになった。1782年、フィラデルフィアの内科医で、独立戦争中、およびその戦後には最も傑出したリーダーの1人となったベンジャミン・ラッシュは、フィラデルフィアでモントゴメリー、および実業家・政治家ウィリアム・ビンガムと会談し、その中でカーライルへの大学創設の話が上がった。
独立戦争を終結させたパリ条約の締結から6日後、1783年9月9日、カーライル・グラマースクールはディッキンソン大学に改組され、ペンシルベニア州議会により認可を受けた。これにより、ディッキンソン大学はアメリカ合衆国独立後初めて認可された大学となった。ラッシュは当初、大量の私蔵書を大学に寄贈した元ペンシルベニア植民地総督ジョン・ディッキンソンとその妻メアリー・ノリス・ディッキンソンを讃えて、この新しく認可された大学を「ジョン・アンド・メアリーズ大学」（John and Mary's College）と名付けようとした。しかし、最終的にはこの2人の名ではなく姓のほうを取って、ディッキンソン大学という名が選定された。当時、サスケハナ川より西にあるこの大学は、合衆国最西端の大学であった。翌1784年4月、第1回理事会が開かれ、ラッシュが初めてカーライルに足を運んだ。この理事会では、独立戦争を支持したスコットランドの教役者、チャールズ・ニスベットが初代学長に選出された。ニスベットは1785年7月4日に着任し、1804年に肺炎で死去するまで務めた。

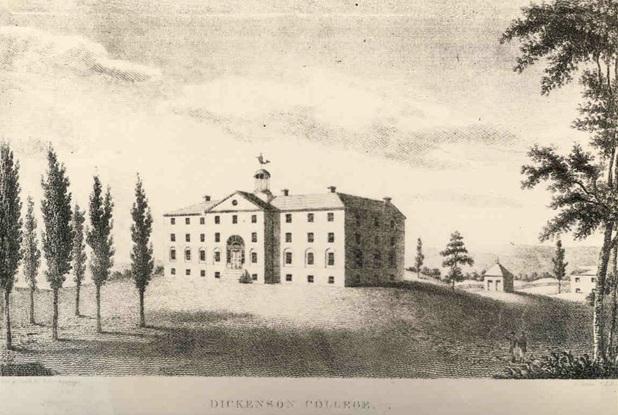
オールド・ウェスト（1810年頃）

1773年に創立した当時のグラマースクールの校舎は、リバティ・アベニュ沿い、ベッドフォード・ストリートとポンフレット・ストリートの交差点の近くに建つ、2部屋だけの小さなレンガ造の建物であった。ディッキンソン大学として認可された後は、この校舎は全学を収容できるように増築された。1799年、ペン家はカーライルの町の西端に所有していた7エーカー（2.8ha）の土地を大学に売却し、同年6月20日、この土地に建てる新しい校舎がジョン・モントゴメリーによって定礎された。12部屋を有するこの校舎は4年かけて建設されたが、完成も間近となった1803年2月3日、入館開始からわずか4-5週間にして、この校舎は焼失した。しかし、後に連邦議会議事堂の設計に携わることになるベンジャミン・ラトローブが校舎再建にあたってその設計に手を上げ、また当時の大統領トーマス・ジェファーソンや国務長官（後に第4代大統領となる）ジェームズ・マディソンといった面々が、再建のために私財を寄付した。こうして1805年、後にオールド・ウェストと呼ばれることになる校舎が再建され、同年11月にこの校舎での初めての講義が開かれた。
しかし、19世紀前半には、ディッキンソン大学は財政面および人材面での苦難に幾度か直面した。1816-21年には、度重なる財政面での窮乏に、教職員間での不和が重なり、閉校を余儀なくされた。1832年には、教職員間で大学のカリキュラムに関する激しい論争が起こり、理事会がそれを解決できずに、一時的なものとはいえ、再び閉校に追い込まれた。この閉校の直後、メソジスト監督教会のボルチモア協議会は同学の理事会に、メソジスト系大学としての再開を打診した。理事会はこれを受け入れて解散し、新たに組織された理事会へとその権限を引き渡した。こうして翌1833年6月、ジョン・プライス・ダービンが学長に就任し、大学は再開にこぎつけた。
また、1833年には法学部門が創設された。この法学部門は、その後1890年に同学のロー・スクール、ディッキンソン法学校となり、1917年に同学から分離独立した。2000年、ディッキンソン法学校はペンシルベニア州立大学の傘下に入った。
南北戦争中、1863年年6-7月には、カーライルの町に南軍が侵攻し、ディッキンソン大学のキャンパスは2度にわたって占拠された。
1798年にディッキンソン大学を卒業したジョージ・メッツガーは、1879年に死去した際、所有していた土地と25,000ドル（当時）の現金を、女子大学設置のためにカーライルの町に寄付した。この土地と資金を基に、1881年、メッツガー女子大学が開校した。しかし、1913年にメッツガー女子大学が資金面で行き詰まると、土地と校舎はディッキンソン大学に貸与され、「メッツガー・ホール」と呼ばれて事実上ディッキンソン大学の女子寮となった。その後1963年までメッツガー・ホールは使われたが、老朽化が進み、修繕もなされないまま、1年生の女子しか収容できなくなり、やがてこの土地は売却され、校舎は取り壊された。

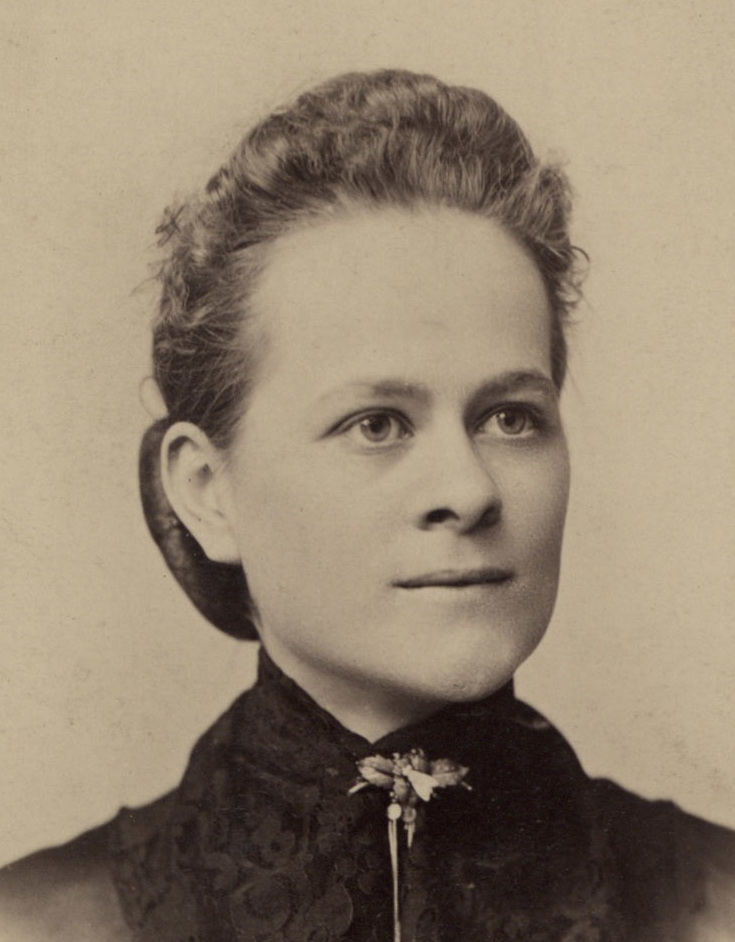
ザティ・ロングスドーフ

1887年、ディッキンソン大学は初めての女子卒業生となるザティ・ロングスドーフを送り出した。1901年には初めてのアフリカ系卒業生となるジョン・ロバート・ポール・ブロックを、そして1919年には、初めてのアフリカ系女子卒業生となるエスター・ポーペル・ショウをそれぞれ送り出した。

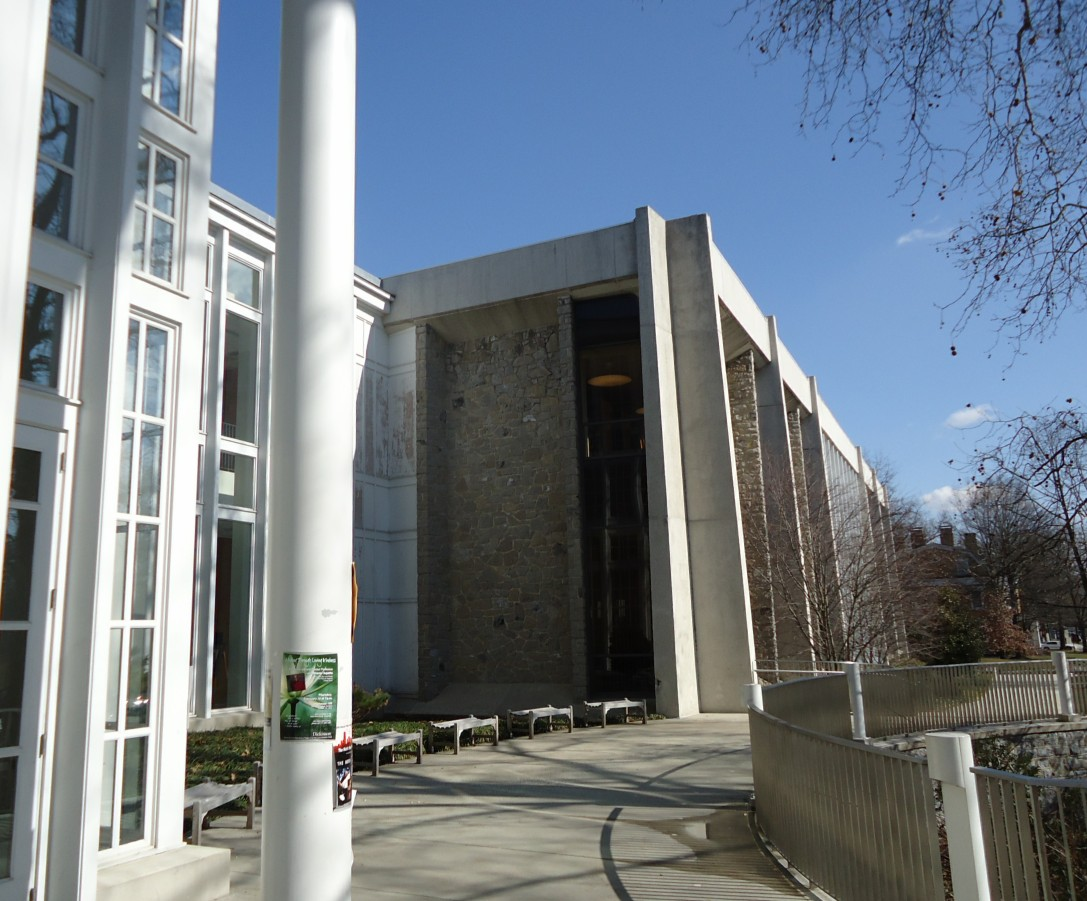
1967年に建てられた大学のメインの図書館、ウェイドナー・スパー図書館

20世紀前半のディッキンソン大学は、2度の世界大戦や世界恐慌といった外的な困難に直面する中で、カリキュラムを変革し、教員は新たなやり方で学生と向き合った。アメリカ合衆国が実際に参戦する前から、第二次世界大戦についての講義を行うという、当時の世相からは考えがたい実験的な授業まで行われた。第二次世界大戦が終結し、20世紀も後半に入ると、ディッキンソン大学は学際的分野や地域研究といった領域にも学びの可能性を広げられるよう、リベラル・アーツのカリキュラムを強化し、学術領域を多様化させた。
ディッキンソン大学の卒業生で、クロンダイクバーを商業的に成功させた実業家ヘンリー・クラークは、1994年に同学のクラーク現代問題フォーラム、およびクラーク・センターを設立した。2013年には、ディッキンソン大学はカーライルのランドマークであったアリソン・ユナイテッド・メソジスト教会を買収し、超教派的な礼拝のほか、大学のイベントや、ゲストスピーカーを招いての講演、学生によるプレゼンテーション、会議等にも使える建物にした。

## キャンパス

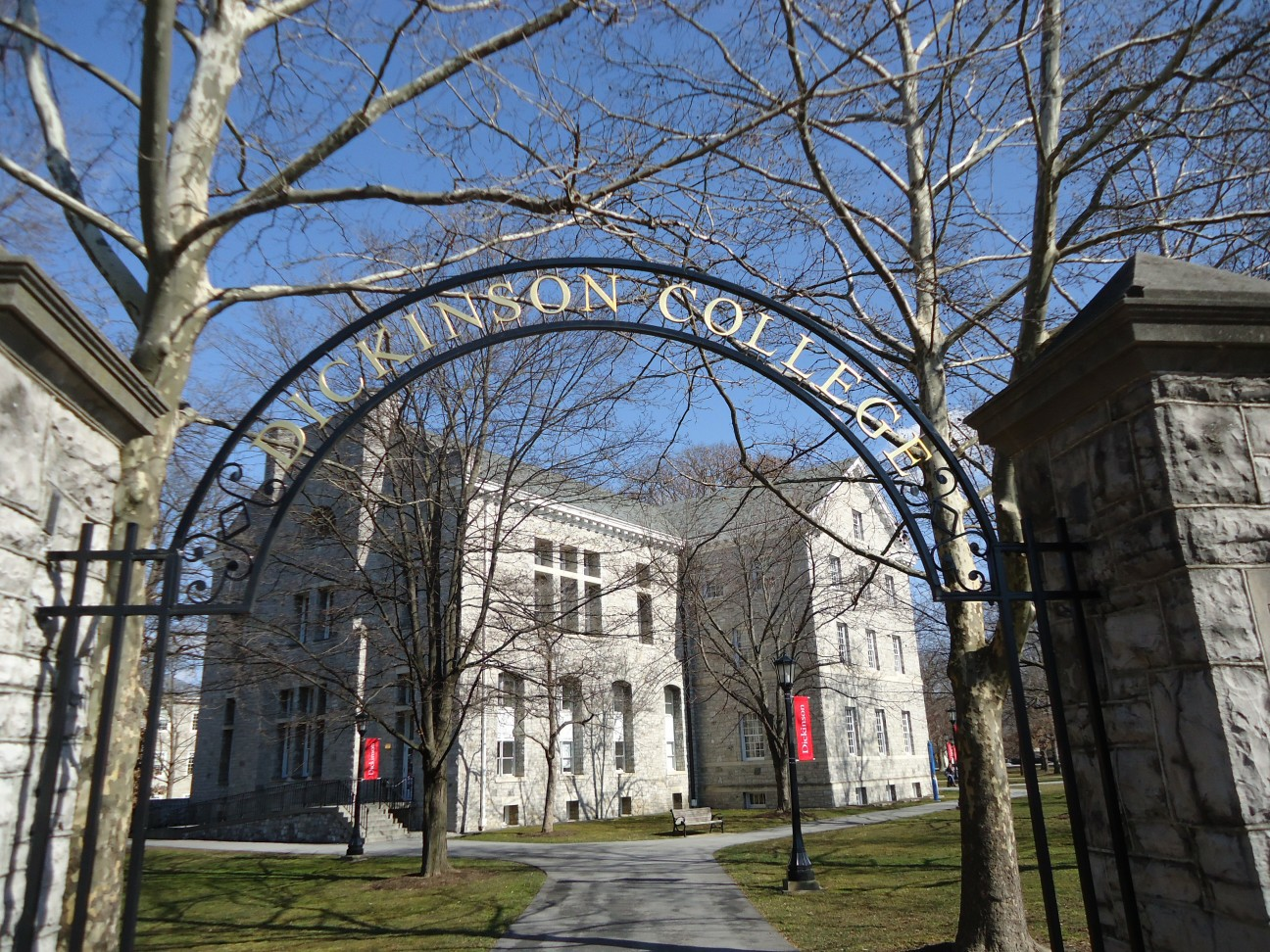
アカデミック・クアッドの校門とボスラー・ホール

ディッキンソン大学はペンシルベニア州の州都ハリスバーグから西へ約35km、カーライルの中心部のすぐ西に隣接し、町を東西に貫くメインの通りであるハイ・ストリートの両側にまたがる、144エーカー（58.3ha）のキャンパスを構えている。キャンパス内には外壁をライムストーンで覆われた校舎や学生寮が建ち並び、樹木が至る所に植えられている。
研究・教育目的の校舎は、そのほとんどがキャンパス東端を通るウェスト・ストリートとカレッジ・ストリートの間、かつハイ・ストリート（国道11号線）の北側に広がる、アカデミック・クアッドと呼ばれるエリアに集中している。アカデミック・クアッドの中心に建つオールド・ウェストは、1805年に建てられた大学最初の校舎である。200年以上の時を経た現在では、大学の儀礼的な中心になっている。新入生はこのオールド・ウェスト正面玄関前の階段を上り、入学式を行い、署名をする。卒業生はここでの卒業式の後、「大学を出て卒業生として外の世界へ」を象徴するごとく正面玄関を出て、階段を下る。オールド・ウェストは、1966年に国家歴史登録財に指定されている。

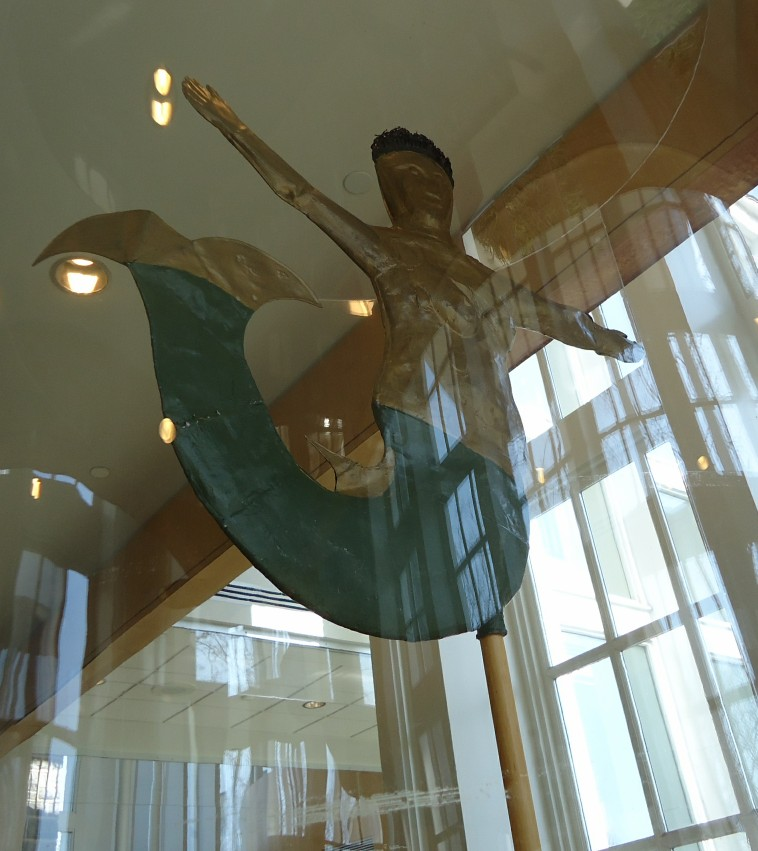
図書館に展示されているマーメイド像

このオールド・ウェストの屋上に設けられた鐘楼のドーム頂部にはマーメイドの像が立てられている。これは、ベンジャミン・ラトローブがこの鐘楼をアテネの風の塔に似せて設計し、その頂部には本家のトリトン像の代わりに、マーメイド像を風見鶏として立てたものである。以後、マーメイドは大学のシンボルとなっている。なお、現在オールド・ウェストの頂部に立っている像はレプリカで、もともとラトローブが立てた像は図書館に展示されている。
アカデミック・クアッドからカレッジ・ストリートを隔てた西側にも、研究・教育目的の校舎がいくつか建っている。また、大学のメインの図書館であるウェイドナー・スパー図書館もこのブロックに建っている。このブロックの西側には学生寮がいくつか建ち並んでいる。また、ハイ・ストリートの南側にも、学生寮が建ち並んでいる。このブロックのさらに西側、チェリー・ストリート以西には、体育施設が建ち並んでいる。
ディッキンソン大学はメインキャンパスのほか、カーライルの町の南東約10kmに、80エーカー（32.4ha）の農場を所有している。
2000年代後半以降、ディッキンソン大学は環境への配慮、持続可能性の向上に取り組んできた。具体的な施策としては、学内に3MWの自家太陽光発電施設を設けたり、新たに建てられる建物はLEED（Leadership in Energy and Environmental Design）ゴールドもしくはプラチナ認証を満たすように設計・建設するといったことを行ってきた。こうした取り組みの結果、ディッキンソン大学は2020年、ペンシルベニア州の大学としては初めて、カーボンニュートラルを達成した。

## 学術と教育

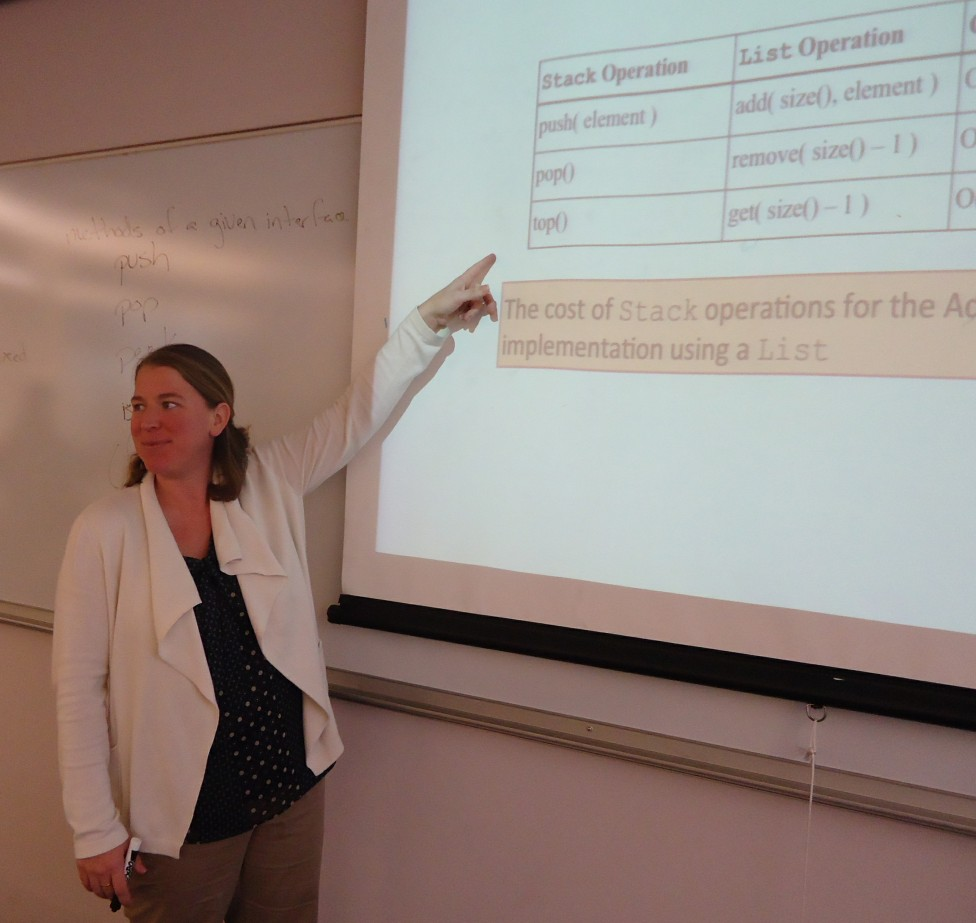
プログラミングの授業でJava、データ構造、およびリソース割り当てを教える講師

ディッキンソン大学は約2,300人の学生を抱え、リベラル・アーツ・カレッジの特徴とも言える少人数制教育を徹底して行っている。学生対教授の人数比は9:1、クラスサイズの平均は15人で、全講義の約3/4は20人以下の学生数で行われている。特に、同学への新入生が最初に受講し、同学での学びに必要となる批判的思考力、分析力、作文力、および文献調査力を身に付けることを目的とした1年次セミナーは、その目的達成のために闊達なディスカッションを可能とするよう、その全てが16人以下の学生数で行われている。
ディッキンソン大学は45の専攻・副専攻プログラムを提供し、学士（Bachelor of Arts、Bachelor of Science）の学位を授与している。加えて、同学は独立研究、インターンシップ、エクスターンシップ、および陸軍予備役将校訓練課程（ROTC）も提供している。
他大学との提携で、ディッキンソン大学の学士の学位と、他大学の大学院の学位の両方を、通常より短い年限で取得できるプログラムも複数用意されている。工学の分野では、ディッキンソン大学で3年、提携先大学で2年学ぶことで、ディッキンソン大学の学士、および提携先大学の工学修士の両方の学位を取得できる3+2プログラムが、ケース・ウェスタン・リザーブ大学およびレンセラー工科大学との間で提供されている。法学の分野では、ディッキンソン大学で3年、ペンシルベニア州立大学ディッキンソン法学校で3年学ぶことで、ディッキンソン大学の学士とディッキンソン法学校の法務博士の両方学位を取得することのできる3+3プログラムが提供されている。公衆衛生学の分野では、ディッキンソン大学で4年、コロンビア大学のメイルマン公衆衛生大学院で1-2年学ぶことで、ディッキンソン大学の学士とコロンビア大学の公衆衛生学修士の学位を取得できるプログラムが提供されている。国際関係学の分野では、ディッキンソン大学で3年学んだ後、4年次をジョンズ・ホプキンズ大学のポール・H・ニッツェ高等国際関係大学院（SAIS）のヨーロッパ校、5年次をワシントンD.C.のSAIS本校で学んで、ディッキンソン大学の学士とSAISの修士の両方を取得できるプログラムが提供されている。
また、国際教育も充実している。ディッキンソン大学は近代言語および古典を含む、13言語の外国語科目を開講している。24ヶ国との間に40以上の留学プログラムがあり、約2/3の学生が在学中にアメリカ合衆国外への留学を何らかの形で経験する。日本の大学とも、南山大学および国際教養大学と交換留学協定を結んでいる。また、「モザイク」（Mosaic）と呼ばれる、アメリカ合衆国内外での1セメスター間集中、かつ学際的なフィールドワークプログラムも提供されている。

## 註
1. ↑  College Seal. Dickinson College. 2020年4月18日閲覧.
2. 1 2 3 4 5 6 7 8 9 10  The Dickinson Story. Dickinson College. 2020年4月18日閲覧.
3. 1 2 3 4 5  Dickinson College. U.S. News & World Report. 2019年. 2020年4月18日閲覧.
4. 1 2 3 4 5 6 7  Quick Facts. p.7. Dickinson College. 2019年5月. 2020年4月18日閲覧.
5. ↑  Dickinson Graphic-Identity Guidelines. pp.7, 26-27. Dickinson College. 2019年5月. 2020年4月18日閲覧.
6. 1 2  Butterfield, L.H. "Benjamin Rush and the Beginning of John and Mary's College Over the Susquehanna". pp.427-442. Journal of the History of Medicine and Allied Sciences. Vol.III. Issue 3. Oxford Journals. 1948年. doi 10.1093/jhmas/III.3.427.
7. ↑  Greene, Howard and Matthew W. Greene. Greenes' Guides to Educational Planning: The Hidden Ivies, 3rd Edition: 63 of America's Top Liberal Arts Colleges and Universities. New York: HarperCollins. 2016年. ISBN 978-0062420909.
8. ↑  Best Colleges 2020: National Liberal Arts Colleges Rankings. U.S. News & World Report. 2019年. 2020年4月20日閲覧.
2020年版（2019年発行）では46位であった。
9. 1 2  Pennsylvania State University, Dickinson Law. National Jurist. 2020年4月20日閲覧.
10. ↑  The Books of Isaac Norris at Dickinson College. The Dickinson Electronic Initiative in the Liberal Arts. Dickinson College. 2020年4月22日閲覧.
11. ↑  McKenney, Janice E. Women of the Constitution: Wives of the Signers. pp.51-58. Rowman & Littlefield. 2013年. ISBN 978-0810884984.
12. ↑  Charles Nisbet (1736-1804). Dickinson College Archives & Special Collections. Dickinson College. 2020年4月22日閲覧.
13. ↑  Reeves, Robert. The Old College Lot. Dickinson College. 2020年4月26日閲覧.
14. ↑  Chapter 7: College Sites and Early Buildings. Morgan's History. Dickinson College. 2020年4月26日閲覧.
15. ↑  Simmons, Michelle. Methodist Origins. Dickinson College. 2020年4月27日閲覧.
16. ↑  Peirsol, William. A Brief Experience as a Soldier during the Invasion of Pennsylvania. Philadelphia: Avil Printing. 1863年.
17. ↑  Metzger Hall (1913-1963). Dickinson College Archives & Special Collections. Dickinson College. 2020年4月27日閲覧.
18. ↑  Zatae Longsdorff Straw (1866-1955). Dickinson College Archives & Special Collections. Dickinson College. 2020年4月27日閲覧.
19. ↑  Cress, Joe. Women's History Month: Zatae Longsdorff was considered a pioneer among Dickinson College graduates. The Sentinel. 2015年3月28日. 2020年4月27日閲覧.
20. ↑  Esther Popel Shaw (1896-1958). Dickinson College Archives & Special Collections. Dickinson College. 2020年4月27日閲覧.
21. ↑  Tineo, Cristian. Red Devil of the Week: Elaine Vivian Watson Class of 1984. The Dickisonian. Dickinson College. 2019年2月14日. 2020年4月27日閲覧.
22. ↑  Hall, Christine and Charles D'Souza. Henry Clarke, 79, Made Klondike Bar Famous, Former Greenwich Resident. Greenwich Daily Voice. 2013年4月8日. 2020年4月28日閲覧.
23. ↑  A Landmark Addition. Dickinson College. 2013年1月22日. 2020年4月28日閲覧.
24. ↑  Burgess, Fred. Methodists, Dickinson College have complicated past in Carlisle. The Sentinel. 2013年3月10日. 2020年4月28日閲覧.
25. 1 2  Campus Map. Dickinson College. 2017年2月. 2020年4月29日閲覧.
26. 1 2  Traditions. Dickinson College. 2020年4月29日閲覧.
27. ↑  Old West Then and Now. Dickinson College. 2020年4月29日閲覧.
28. ↑  PENNSYLVANIA - Cumberland County. National Register of Historic Places. 2020年4月29日閲覧.
29. ↑  College Farm. Dickinson College. 2020年4月30日閲覧.
30. ↑  Layne, Craig. Dickinson College Achieves Carbon Neutrality. Dickinson College. 2020年4月30日閲覧.
31. ↑  Holbrook, Emily. Dickinson College Becomes First in Pennsylvania to Achieve Carbon Neutrality. Environment + Energy Leader. 2020年4月13日. 2020年4月30日閲覧.
32. ↑  First-Year Seminar. Dickinson College. 2020年5月2日閲覧.
33. ↑  Pre-Engineering Curriculum. Dickinson College. 2020年5月2日閲覧.
34. ↑  Pre-Law Curriculum. Dickinson College. 2020年5月2日閲覧.
35. ↑  Graduate & Partner Programs: Graduate School Agreement in Public Health. Dickinson College. 2020年5月2日閲覧.
36. ↑  Graduate & Partner Programs: Graduate School Agreements in International Education. Dickinson College. 2020年5月2日閲覧.
37. ↑  Study and Research: World Languages. Dickinson College. 2020年5月2日閲覧.
38. ↑  Dickinson in Japan. Dickinson College. 2020年5月2日閲覧.
39. ↑  協定校一覧. 南山大学. 2020年5月2日閲覧.
40. ↑  Programs: Brochure: Akita International University. Dickinson College. 2020年5月22日閲覧.
41. ↑  海外の提携大学. 国際教養大学. 2020年5月22日閲覧.
42. ↑  Mosaics. Dickinson College. 2020年5月2日閲覧.